# 望月駿祐
望月 駿祐（もちづき しゅんすけ、1992年4月26日 - ）は、日本の男性声優。
静岡県出身。2020年9月30日まで プロダクション・エース に所属していた。現在はフリー。

## 略歴
声優＋ストリートダンスユニット「Ａ＋ＤＦ」の元メンバー
現在はお笑いコンビ「BAN BAN BAN」が主催しているアニソンDJイベント「アニソンディスコ」のメンバーとしても活動（2019年6月20日より）している。

## 出演
【ゲーム】アプリゲーム「頂上三国」(黄蓋、韓当、張郃)
【Ｃ　Ｍ】
2018年 SONY Xperia Ear Duo (Dance ver) PV
　　　　　　有限会社そらまめカンパニー　CMナレーション「E-defender」ソウ役
【その他】
声優×ストリートダンスユニット「A+DF」